# Cocotropus microps
Cocotropus microps är en fiskart som beskrevs av Johnson 2004. Cocotropus microps ingår i släktet Cocotropus och familjen Aploactinidae. Inga underarter finns listade i Catalogue of Life.